# Jonas Jonasson i Gullaboås
För andra betydelser, se Jonas Jonasson
Jonas Jonasson, i riksdagen kallad Jonasson i Gullaboås, född 12 maj 1817 i Kringlemåla i Torsås socken, nuvarande Gullabo socken, Kalmar län, död 14 januari 1895 i Gullabo, var en svensk hemmansägare och riksdagspolitiker. 
Jonasson var hemmansägare i Gullaboås i Gullabo församling.  Han blev först förtroendeman i hemtrakten och var bland annat kommunalordförande i Gullabo landskommun och var initiativtagare till att Gullaboås marknad drogs in 1870. Jonas Jonsson var även en av de första ordinarie ledamötena i Södra Kalmar läns landsting 1865 Han var som riksdagsman 1867–1884 ledamot av riksdagens andra kammare invald i Södra Möre domsagas västra valkrets. Jonas Jonasson var en flitig motionär i riksdagen och lade fram flera motioner om besparingar, särskilt inom försvaret. 1874 motionerade han om bildandet av en permanent skiljedomstol för biläggande av internationella konflikter. Då Svenska freds- och skiljedomsföreningen bildades 1883 ingick han i den första interimsstyrelsen, men avböjde av hälsoskäl fortsatt styrelseuppdrag.

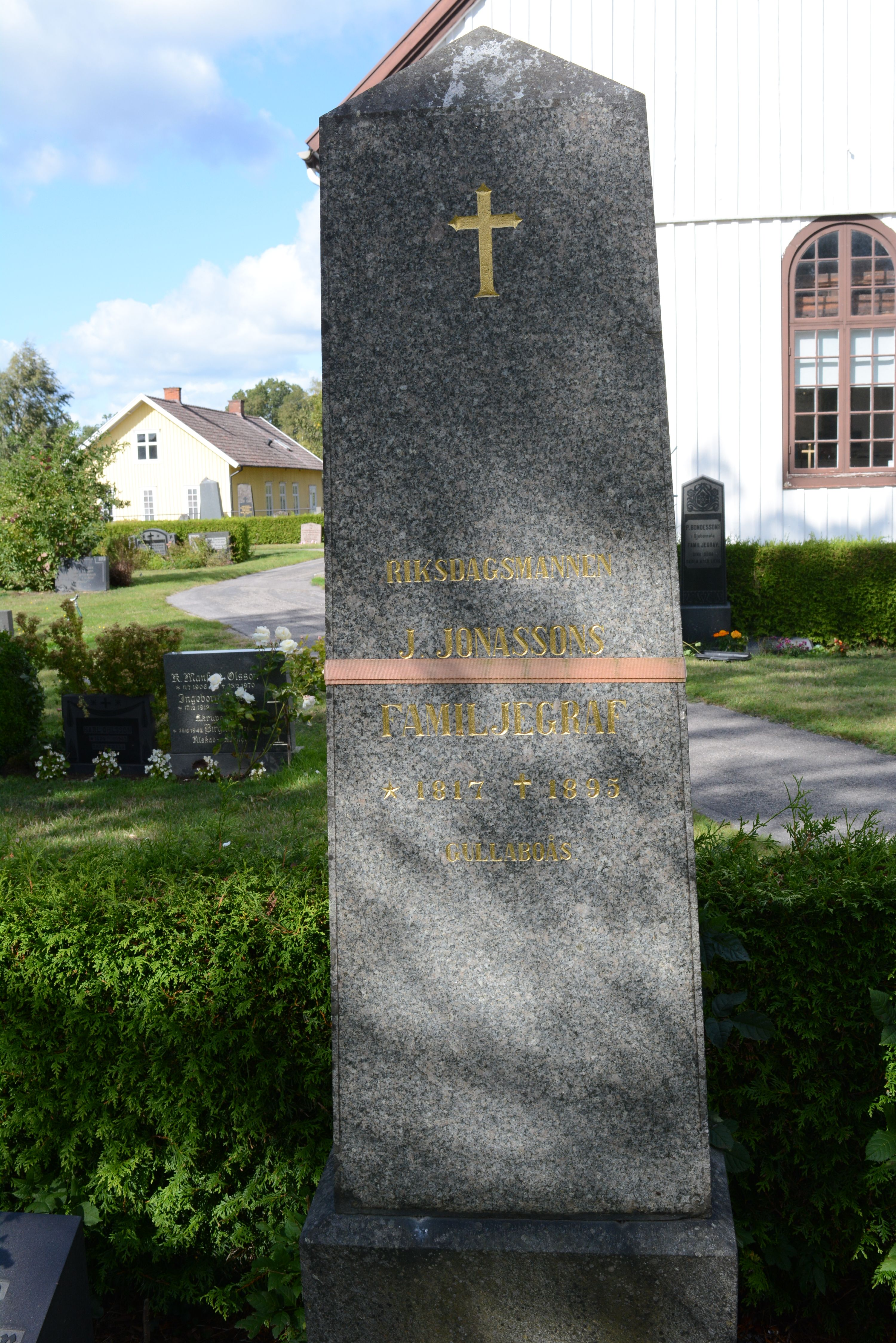
Gravvård Gullabo kyrkogård. I kvarter C finns gravplatsen över riksdagsmannen från Gullaboås, Jonas Jonasson (1817-1895).

I samband med 100-årsminnet av hans födelse 1917 restes en minnessten vid hans födelsegård i Gullaboås. Jonasson referades till som Sveriges förste fredskämpe i Kalmar (tidning).